# Angelo Binaghi
Angelo Binaghi (Cagliari, 5 luglio 1960) è un dirigente sportivo ed ex tennista italiano.

## Biografia

### Carriera agonistica
Ha raggiunto la migliore classifica assoluta nel 1982 con il 16º posto nazionale.
Nel 1980 e nel 1983 si laurea campione d'Italia di doppio misto, in coppia con  Paola Ippoliti. 
Nel 1981 e nel 1983 vince la medaglia d'argento nel doppio maschile a Bucarest (XI Universiade) e a Edmonton (XII Universiade) in coppia con Raimondo Ricci Bitti.

### Carriera dirigenziale
Nel 1994 inizia la carriera dirigenziale nel Tennis Club Cagliari e in seguito è consigliere nel Comitato Regionale Sardo ed in quello Nazionale della Federazione Italiana Tennis e Padel, di cui diventerà presidente nel 2001.

### Vita privata
Sposato e padre di un figlio maschio, si è laureato in ingegneria all'Università degli Studi di Cagliari.